# Ampulex rotundioculus
Ampulex rotundioculus är en  stekelart som beskrevs av Wu och Chou 1985. Ampulex rotundioculus ingår i släktet Ampulex och familjen Ampulicidae. Inga underarter finns listade i Catalogue of Life.